# Saldula andrei
Saldula andrei är en insektsart som beskrevs av Drake 1949. Saldula andrei ingår i släktet Saldula och familjen strandskinnbaggar.

## Underarter
Arten delas in i följande underarter:
- S. a. andrei
- S. a. azteca